# 愛知県道215号田籾名古屋線

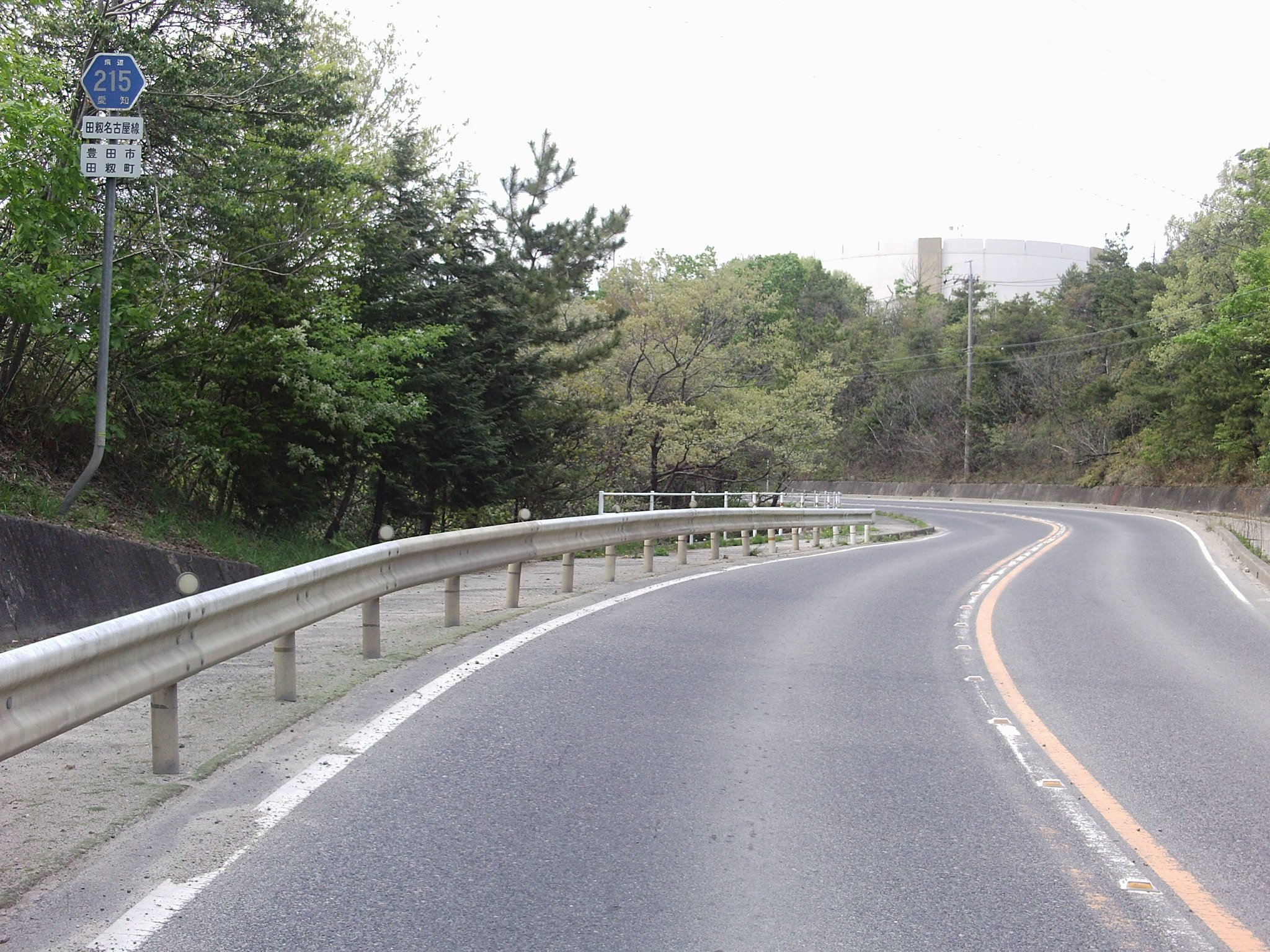
名古屋商科大学日進キャンパス付近。名古屋の基幹バスの通りも県道起点は豊田の街外れである。（豊田市田籾町）

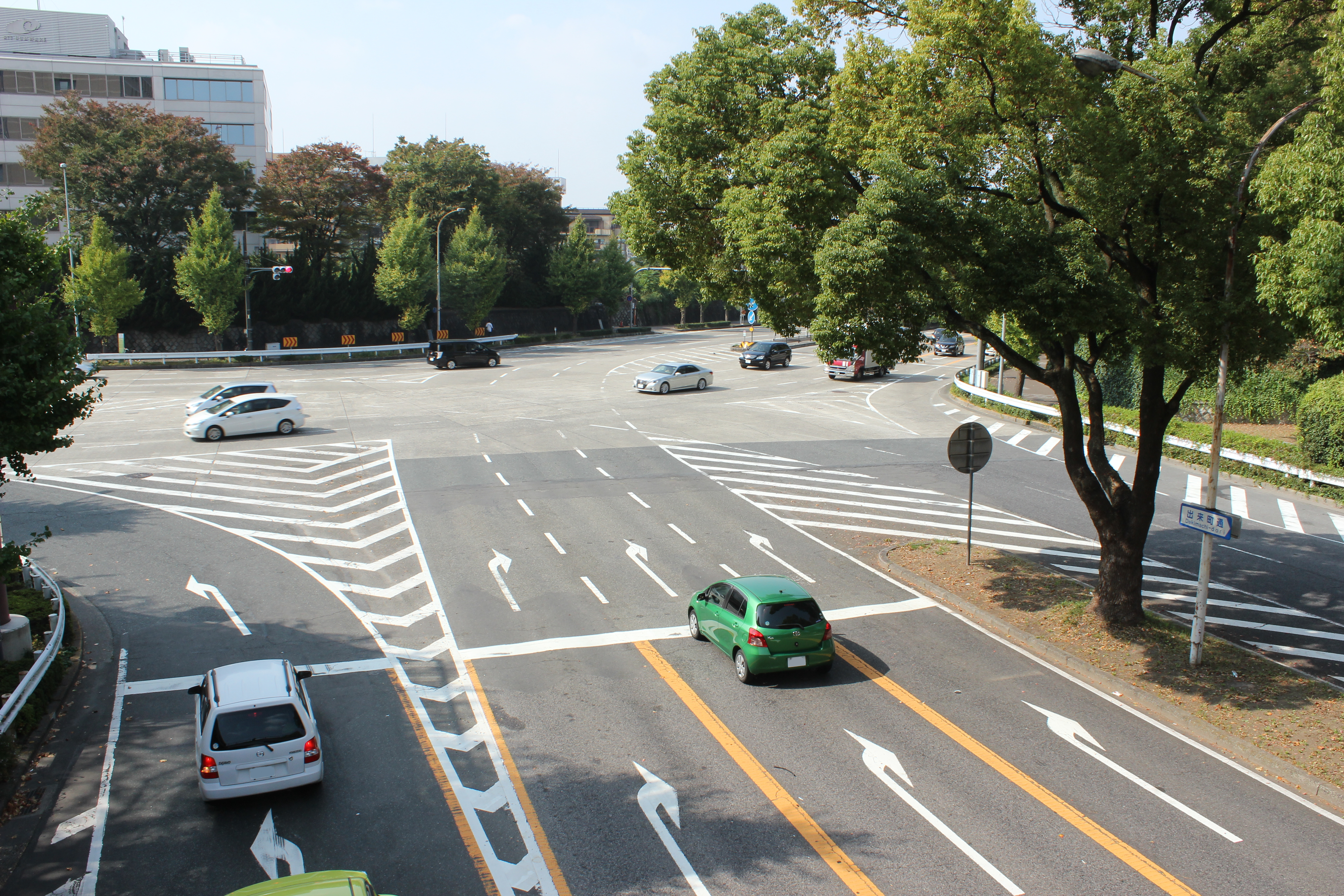
終点（手前道路）。国道22号（伏見通、菊ノ尾通）と接続する。（名古屋市中区）

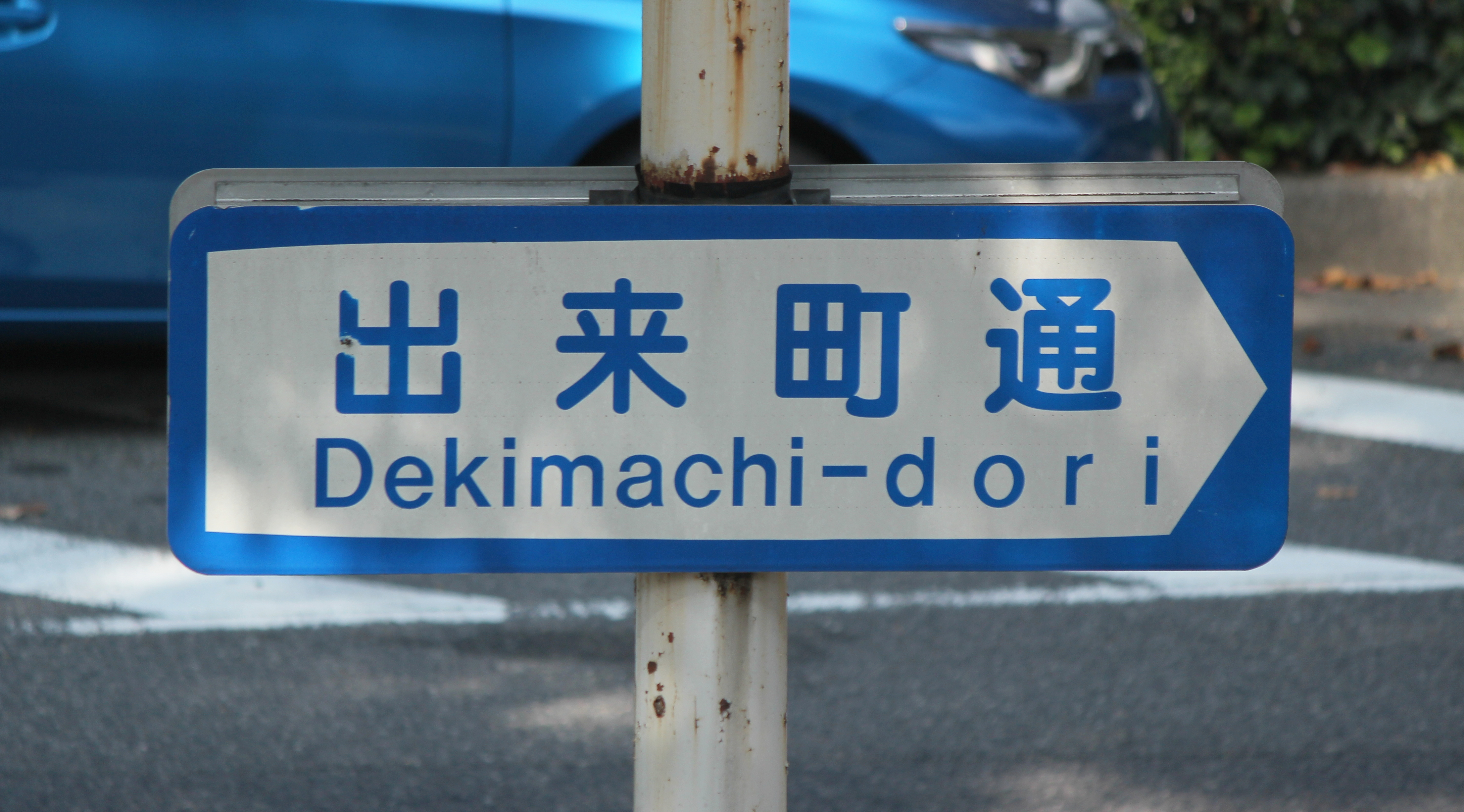
通称標識

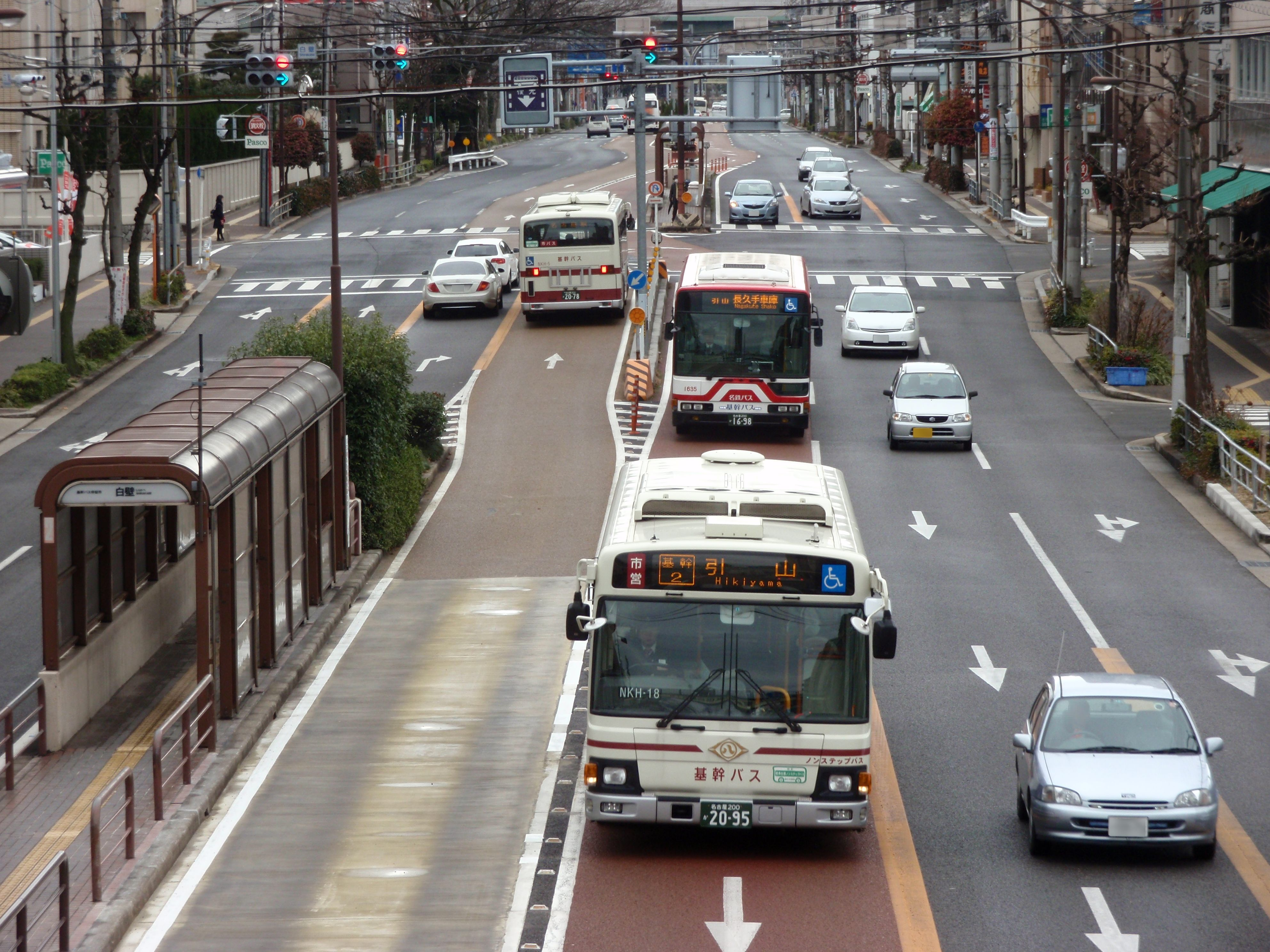
出来町通・名古屋市東区内基幹バス白壁停留所付近

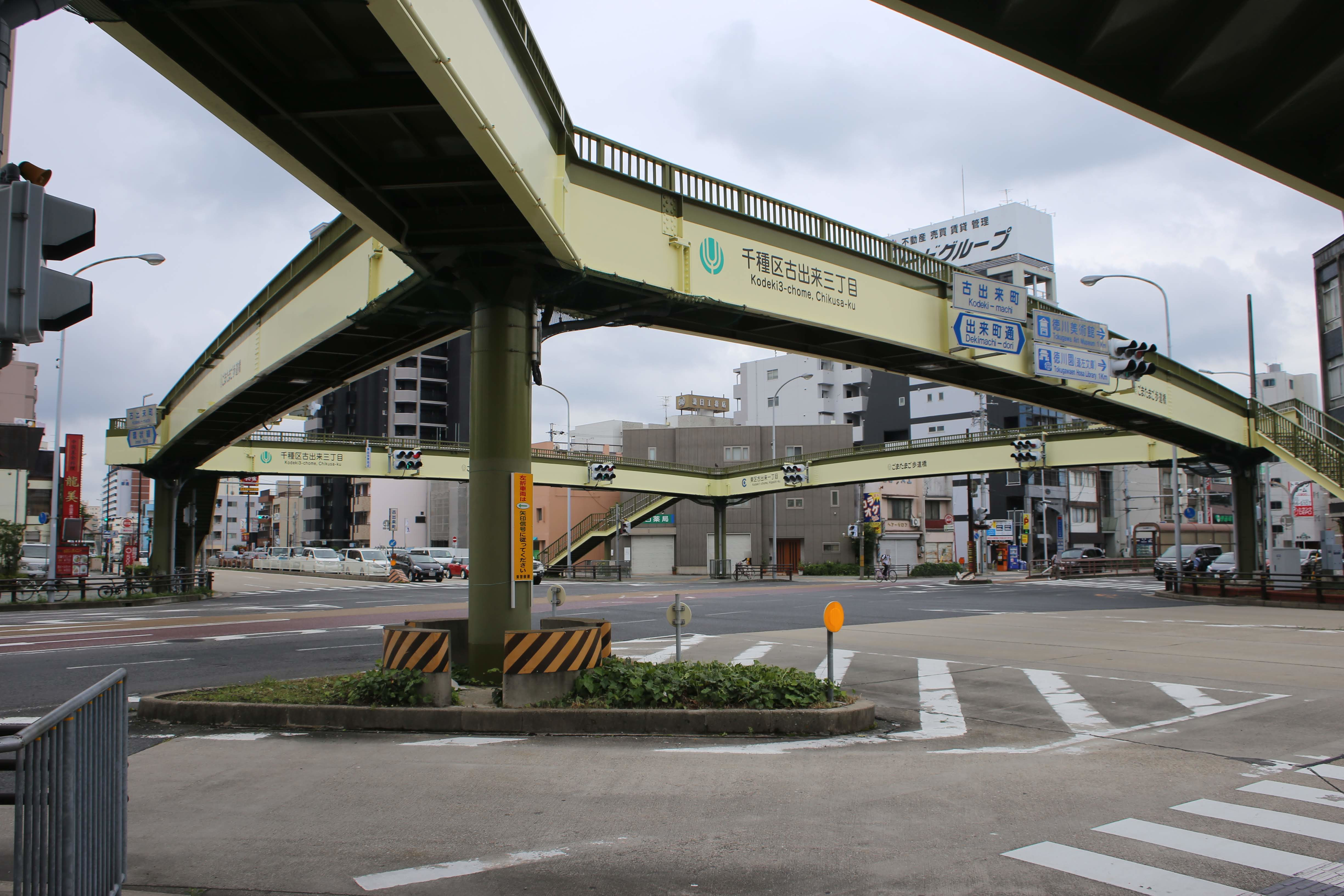
古出来町交差点付近の出来町通

愛知県道215号田籾名古屋線（あいちけんどう215ごう たもみなごやせん）は愛知県豊田市を起点とし、愛知県名古屋市に至る一般県道である。名古屋市内区間においては出来町通（できまちどおり）の愛称が制定されており、また、道路中央部の車線が基幹バスレーン（市役所交差点から引山バスターミナル交差点までの区間）として使用されている区間もあり、制限速度40km/hとなっている。

## 概要

### 路線データ
- 起点：愛知県豊田市田籾町交差点（愛知県道58号名古屋豊田線交点）
- 終点：愛知県名古屋市中区三の丸1丁目交差点（国道22号（伏見通、菊ノ尾通）交点）

## 沿革
- 1959年12月15日：認定
- 1985年4月30日：基幹バスレーンの運用開始

## 路線状況

### 愛称
当道路は名古屋市内部分について「出来町通」（できまちどおり）の愛称がある。行政上の名称たる「愛知県道215号田籾名古屋線」ではとっつきにくいとの理由で1984年に名古屋市土木局が市民に名付け親になってもらうべく一般公募した。応募数では13番目にあたり、「徳川街道」が上位にあったものの、由緒ある町名たる出来町に由来する「出来町通」が採用された。また、国道363号との重複区間では「瀬港線」と呼ばれることがある。

### 出来町通の該当区間
- 中区三の丸1丁目（国道22号（伏見通、菊ノ尾通）との交差部） - 守山区森孝新田[4]。

### 重複区間
- 愛知県道57号瀬戸大府東海線（長久手市 熊張真行田交差点 - 長久手市役所前交差点間）
- 愛知県道75号春日井長久手線（長久手市 早稲田交差点 - 消防署北交差点間）
- 国道363号（名古屋市守山区 森孝新田白山交差点 - 名東区 引山交差点間）

### 基幹バスレーン
当県道の市役所交差点（大津通との交点）から引山バスターミナル交差点までの区間は中央走行方式基幹バスレーンが設置されており、車道中央部の通行帯（中央分離帯の両側面）が基幹バス専用車線となっている。なお、市役所交差点で基幹バスレーンは大津通を南の方向に折れ曲がっている。
車線が入り乱れる特殊な構造になっていることから一般車両だけならず市バスの運転手も誤認を招きやすく走行の難易度が高く慣れが必要とされ、通常では考えられないような交通事故が多く発生している。なお、一部（清水橋東交差点以西）を除いてこの長距離の区間制限速度は40km/hである。
名古屋市交通局は基幹バスレーン自体は非常に合理的な仕組みとしており、道路標示など周囲をよく見てルールを守るよう要求している。

### その他
千種区の「竹越」交差点 - 長久手市の「平和橋北」交差点の間を、名古屋市道 - 長久手市道（長久手市での通りの名称は「香流通り」）が通っており、実質当県道のショートカットとなっている。
長久手市一ノ井（前熊東交差点）- 名古屋市名東区引山（国道302号（名古屋環状2号線）引山交差点）の間を、最大1.3kmほどの間隔を置いて、愛知県道6号力石名古屋線が並行している。また、長久手市内 - 終点の三の丸1交差点の間で、500m - 3kmほどの間隔をおいて、愛知県道60号名古屋長久手線が並行している。
長久手市内の当県道沿いに、IKEA長久手や愛・地球博記念公園（モリコロパーク）、ジブリパークがあり、週末は愛知県道6号力石名古屋線（グリーンロード）共々大渋滞しやすい。
起点付近と終点付近を比較して周囲の環境が全く変わってしまうのも本県道の大きな特徴である。起点付近は豊田市の街外れであり人家が少なく、しばしばイノシシなどの野生動物が出没するが、終点付近は県内で有数の官庁街となっている。

## 地理

### 通過する自治体
- 愛知県
  - 豊田市
  - 日進市
  - 長久手市
  - 名古屋市（守山区 - 名東区 - 千種区 - 東区 - 中区）

### 主な接続路線
- 愛知県道58号名古屋豊田線（飯田街道）（田籾町交差点）
- 愛知県道6号力石名古屋線（グリーンロード）（前熊東交差点）
- 愛知県道233号岩作諸輪線（前熊交差点）
- 愛知県道57号瀬戸大府東海線（熊張真行田交差点 - 長久手市役所前交差点間で重複）
- 愛知県道75号春日井長久手線（早稲田交差点 - 消防署北交差点間で重複）
- 国道363号（森孝新田白山交差点 - 引山交差点間で重複）
- 愛知県道214号松本名古屋線（森孝新田交差点）
- 愛知県道59号名古屋中環状線（森孝新田交差点・森孝新田跨道橋西交差点間で重複）
- 国道302号（名古屋環状2号線）（引山交差点）
- 愛知県道208号上半田川名古屋線（名東区猪子石原三丁目で当路線より分岐）[注釈 3]
- 愛知県道30号関田名古屋線（谷口交差点）
- 名古屋市道名古屋環状線（古出来町交差点）
- 国道19号（下街道）（赤塚交差点）
- 国道41号（空港線）（清水口交差点）
- 大津通（市役所交差点）
- 国道22号（伏見通、菊ノ尾通）（三の丸1丁目交差点）

## 沿線

### 豊田市
- 豊田篠原内陸工業団地（グリーンテクノピア）

### 日進市
- 名古屋商科大学

### 長久手市
- 香流川砂防公園
- 愛・地球博記念公園（モリコロパーク）（愛知万博長久手会場跡）
  - ジブリパーク
- 愛知高速交通東部丘陵線（リニモ）公園西駅
- ベイシア長久手店
- ヤマト運輸愛知主管支店
- IKEA長久手
- 長久手市立東小学校
- 長久手温泉ござらっせ
- 色金山歴史公園
- 長久手市役所
- 長久手市立長久手小学校
- 尾三消防組合長久手消防署
- 長久手市中央図書館
- 長久手市文化の家
- 長久手市立北小学校
- 長久手市立北中学校

### 名古屋市守山区
- フランテ四軒家店
- 清水屋藤が丘店
  - マックスバリュ 森孝東店
- 名古屋市立森孝中学校

### 名古屋市名東区
- イオン（旧ダイエー）名古屋東店
- 引山バスターミナル

### 名古屋市千種区
- MEGAドン・キホーテ千種香流店
- アピタ千代田橋店
- 東海病院
- 名古屋市営地下鉄名城線 茶屋ヶ坂駅
- 名古屋市上下水道局 鍋屋上野浄水場
- 名古屋市立大学北千種キャンパス
- 名古屋少年鑑別所
- 愛知工業大学名電中学校・高等学校

### 名古屋市東区
- ナゴヤドーム[注釈 4]
- イオンモールナゴヤドーム前 [注釈 4]
- 愛知県立旭丘高等学校
- 三菱電機名古屋製作所
- マックスバリュ徳川明倫店
- 徳川園
- 徳川美術館
- 名古屋市蓬左文庫
- 東海中学校・高等学校
- 建中寺
- 東区役所
- 名古屋市立工芸高等学校
- 名古屋市立東白壁小学校
- 金城学院中学校・高等学校
- コーミ本社
- 敷島製パン本社
- 名古屋東郵便局
- 愛知県立明和高等学校
- 名古屋拘置所

### 名古屋市中区
- 名鉄瀬戸線 東大手駅
- 名古屋高等検察庁
  - 名古屋地方検察庁本庁
- 国立病院機構名古屋医療センター
- 名古屋市役所
- 愛知県庁
- 名古屋市営地下鉄名城線 名古屋城駅
- 愛知県体育館
- 名古屋法務局
- 愛知県警察本部
- 名古屋城
- 名城病院
- 名古屋高等裁判所
  - 名古屋地方裁判所本庁
- 中日新聞社本社
- 名古屋能楽堂